# Васинская (Ивановская область)
Васинская — деревня в Лухском районе Ивановской области. Входит в состав Порздневского сельского поселения.

## География
Находится в восточной части Ивановской области на расстоянии приблизительно 23 км на восток по прямой от районного центра поселка Лух.

## История
В 1872 году здесь (тогда деревня в составе Юрьевецкого уезда Костромской губернии) было учтено 22 двора, в 1907 году —19.

## Население
Постоянное население составляло 88 человек (1872 год), 104 (1897), 104 (1907), 11 в 2002 году (русские 100 %), 12 в 2010.